# Santa Rita (La Chorrera)
Santa Rita è un comune (corregimiento) della Repubblica di Panama situato nel distretto di La Chorrera, provincia di Panama. Si estende su una superficie di 32,3 km² e conta una popolazione di 1.848 abitanti (censimento 2010).